# SHIKACHAN
SHIKACHAN（しかちゃん、1967年 - ）は、愛知県名古屋市生まれのイラストレーター、キャラクターデザイナー。別名、オオシカケンイチ。1990年頃より広告デザインを手がけ、ゲーム開発会社のグラフィックデザイナーを経て2004年よりイラストレーターとなる。

## 関連作品

### キャラクターデザイン
- チコちゃんに叱られる!（チコちゃん、キョエちゃん）
- 8020推進財団（8020ファミリー）
- 永谷園（松茸味のお吸いもの 松田家）
- 東洋水産株式会社（マルちゃん）-2006年〜）
- リンカーン（新オープニングアニメーション） - 2010年
- 第31回国民文化祭・あいち「ブンぞー」
- 愛知県（防災キャラクター「防災ナマズン」）
- 三菱電機（ムーブアイ「宮里藍」）

### 音楽
- the pillows「ターミナル・ヘヴンズ・ロック」（ジャケットイラスト）
- the pillows「PENALTY LIFE」（ジャケットイラスト）
- the pillows「DELICIOUS BUMP TOUR IN USA」（ジャケットイラスト）
- つるの剛士「シュガーバイン/Two weeks to death」（ジャケットイラスト）

### 絵本
- チコちゃんに叱られる: なぜ、ひとと わかれるときに てを ふるの?（文溪堂 ISBN 978-4799903216）
- チコちゃんに叱られる: ごちそうさまって なに？（文溪堂 ISBN 978-4799903223）
- チコちゃんに叱られる: おとうさん おかあさんと いっしょに すごせるじかんは どれくらい？（文溪堂 ISBN 978-4799903230）
- チコちゃんに叱られる ひとがペットをかうのはなぜ？（文溪堂 ISBN 978-4799903247）

### その他
- ユニバーサル・シティウォーク大阪（年間ビジュアルイラスト） - 2009年、2010年